# فارنيسول
الفارنيسول هو مركب عضوي طبيعي يتكون من 15 ذرة كربون وهو عبارة عن كحول سيسكيتيربين الحاد. ضمن الظروف القياسية، يكون في الحالة السائلة وعديم اللون. الفارنيسول مركب غير قابل للذوبان في الماء، ولكنه يذوب في الزيوت.
يتم إنتاج الفارنيسول من مركبات الأيزوبرين خماسية الكربون المتواجدة في كل من النباتات والحيوانات. 

فارنيس بيروفسفات

تعد مشتقات الفوسفات المنشطة للفارنيسول هي اللبنات الأساسية لمعظم الفارنيسول.
تتضاعف هذه المركبات لتشكل سكوالين ذو 30 ذرة  كربون، والذي بدوره يمثل إستروييدات منشطة في النباتات والحيوانات والفطريات. على هذا النحو، فإن الفارنيسول ومشتقاته هي مركبات بنائية مهمة لكل من البناء العضوي الطبيعي والاصطناعي.

## الاستخدامات
الفارنيسول موجود في العديد من الزيوت الأساسية مثل زيت سيترونيلا، زهر البرتقال، الزبيب،  الليمون، مسك الروم، الورد، المسك، البلسم وبلسم التولو؛ لذلك فهو يستخدم في صناعة العطورذات الروائح العطرية الزهرية الحلوة.

الفارنيسول مبيد آفات طبيعي للعث وهو فرمون للعديد من الحشرات الأخرى.

في تقرير عام 1994 الصادر عن خمس شركات سجائر كبرى، تم إدراج الفارنيسول كواحد من 599 مادة مضافة للسجائر.  ويضاف كنكهة للسجائر.